# Enlisted (videogioco)
Enlisted è un videogioco sparatutto e MMO basato sulle principali battaglie della seconda guerra mondiale, sviluppato da Darkflow Software e pubblicato da Gaijin Entertainment. Al suo lancio, il gioco era solo un'esclusiva per Xbox Series X/S. Il 2 marzo 2021, la closed beta del gioco è stata pubblicata anche su PlayStation 5. L'8 aprile 2021, la open beta del gioco è stata pubblicata su Microsoft Windows.

## Modalità di gioco
Enlisted è un videogioco a squadre online sparatutto in cui la fanteria, i veicoli terrestri e gli aerei combattono tutti insieme nella stessa mappa. Ogni giocatore può controllare un plotone di 4-9 soldati (il quale rappresenta una vera e propria divisione militare del rispettivo paese, come ad esempio la 1ª Divisione di Fanteria) di varie classi, munito di armi specifiche al tipo di classe come pistole, fucili, mitra, mitragliatrici, fucili di precisione, mortai, armi anticarro, lanciafiamme; in alternativa alla fanteria, i giocatori possono gestire l'equipaggio di un carro armato oppure di un aereo da caccia. I giocatori controllano uno dei soldati nella loro squadra, possono dare ordini e passare tra gli altri soldati AI in qualsiasi momento. Le squadre, i soldati e le armi del giocatore possono essere gestite nel menu principale, dove la quale ogni squadra può essere cambiata o migliorata, è possibile acquisire nuove truppe e acquistare armi migliori, le modalità di gioco e le campagne possono essere scambiate a proprio piacimento.
I giocatori combattono in grandi mappe basate sulle principali battaglie della seconda guerra mondiale sul fronte orientale, sul fronte occidentale, in Africa e nel Pacifico. A seconda della mappa, i giocatori si affronteranno in due squadre che rappresentano gli Alleati (tra cui l'Armata Rossa, l'United States Army e il British Army) e l'Asse (la Wehrmacht, il Regio Esercito e il Dai-Nippon Teikoku Rikugun). Il gioco attualmente presenta sei campagne diverse: battaglia di Mosca, invasione della Normandia, battaglia di Berlino, battaglia di Tunisia, la battaglia di Stalingrado e la guerra del Pacifico.

### Matchmaking
Squads – Matchmaking standard predefinito, nel quale i giocatori si affrontano con le proprie squadre.
Lone Fighters – Matchmaking alternativo, nel quale i giocatori si affrontano con la possibilità di gestire un singolo soldato, nel caso in cui esso morisse si potrà passare ad un altro membro della stessa squadra oppure di un'altra divisione, a seconda delle scelte del giocatore. Il soldato deceduto non sarà disponibile per il resto della partita, questa modalità di gioco potrà essere sbloccata solamente con il raggiungimento del livello 3 della campagna.
Tutorial Level – Livello nel quale è possibile esercitarsi con le dinamiche del gioco in modalità giocatore singolo.

### Dominio
Entrambe le squadre combattono per controllare tre punti di controllo di una mappa. Ogni squadra è rappresentata da una barra colorata che si esaurirà nel corso della partita in base a quanto tempo i punti controllati appartengono a una delle due squadre. La partita termina quando la barra di una delle due squadre si è esaurita completamente.

### Invasione
Gli Alleati tenteranno di attaccare e controllare una serie di punti di controllo su una grande mappa, mentre l'Asse tenterà di difendere ciascuno punto. Nel caso in cui l'asse dovesse perdere un punto di controllo, dovranno ritirarsi a difendere il punto successivo. Le truppe alleate sono limitate a 1000 soldati (compresi anche i soldati IA). La partita può terminare se gli Alleati avranno perso tutte le truppe a disposizione o nel caso in cui l'Asse avrà perso tutti i loro punti di controllo.

### Assalto
Le meccaniche di gioco sono simili a quelle dell'Invasione, una squadra deve difendere una serie di luoghi mentre l'altra deve attaccare, anche se a differenza di Invasione, per poter avanzare alla zona successiva bisogna catturare due punti alla volta, i punti funzionano come in Conquista dove entrambe le squadre possono catturarli.

### Demolizione
Una squadra dovrà difendere una serie di punti di controllo dell'altra squadra. Tuttavia a differenza delle precedenti meccaniche di gioco in cui vede la cattura di questi punti, in questa modalità la squadra attaccante dovrà piazzare gli esplosivi in ogni punto per sabotare il nemico.

## Mappe di gioco
Il videogioco presenta attualmente sei campagne: Normandia, Berlino, Mosca, Tunisia, Stalingrado e Pacifico, ognuna di essa ha diverse mappe.

### Normandia
- Omaha Beach
- Ver-sur-mer
- Ruins of Vaux
- Chateau
- Swamp
- Omer
- Le Bre

### Berlino
- Reichstag
- Koenigsplatz
- Moat
- Lehrter Banhof
- The Kroll Opera House
- Ministry Garden

### Mosca
- Quarry
- Monastery
- Pokrovskoe City
- Manor
- Fortified District
- Vysokovo Village
- Beloe Lake

### Tunisia
- Al Har
- The Gorge
- Fortress
- Oasis

### Pacifico
- Gavutu
- Guadalcanal Coast
- Tenaru River
- Alligator Creek

## Sviluppo
Gaijin Entertainment e Darkflow Software annunciarono il videogioco nel 2016 come un titolo crowdfunding. Due campagne incentrate sulla battaglia di Mosca e sull'invasione della Normandia furono annunciate mentre altre campagne sarebbero state sbloccate solo se gli obiettivi di finanziamento fossero stati raggiunti. I livelli di finanziamento, ai massimi livelli, consentirebbero ai contributori di scegliere le campagne specifiche, solo se soddisfatti con successo. Il gioco fu pubblicizzato come "sparatutto in prima persona deciso dai giocatori e per i giocatori, ciò avrebbe portato un input diretto per quello che creiamo, comprese cose come le campagne, le modalità di gioco e anche le piattaforme supportate". Il primo testing pubblico del gameplay del gioco si è svolto ad aprile 2020 su PC. A novembre 2020, il ray tracing e il DLSS sono stati aggiunti al videogioco. Il 20 maggio 2021, è stata pubblicata la campagna "battaglia di Berlino".

## Pubblicazione
All'E3 2018, Microsoft confermò che il gioco sarebbe stato pubblicato anche su Xbox e che avrebbe fatto parte della Xbox Game Preview di quell'anno. Ad ottobre 2020, Microsoft annunciò che Enlisted avrebbe fatto parte dei titoli di lancio per Xbox Series X/S e temporaneamente anche una esclusiva Xbox. Nvidia confermò anche la versione PC del gioco con annesso RTX e DLSS.

## Accoglienza
XboxEra ha dato a Enlisted una valutazione di 5/10, dicendo che gli elementi migliori del gioco erano "mediocri" e i suoi elementi peggiori "davvero terribili". XboxEra ha elogiato la gestione delle armi, ma ha criticato i controlli scomodi del gioco, la colonna sonora generica e le scarse prestazioni. Sono state mosse pesanti critiche al lento sistema di progressione del giocatore, in cui ogni oggetto deve essere acquistato individualmente per ogni soldato in ogni squadra, definendo il sistema pay-to-win. 
Una recensione di Penny Arcade ha elogiato Enlisted, definendolo "un'esplosione assoluta" e "il miglior sparatutto della seconda guerra mondiale", elogiando gli "incontri in stile "Matrix" del gioco in cui il giocatore potrebbe morire solo per riprendere conoscenza in un altro corpo". 
GLN ha dato a Enlisted una valutazione di 7,8/10, affermando che "la grafica del gioco è "dettagliata e realistica", e il gioco è impressionante perché offre un'"esperienza di gioco coinvolgente". GLN ha elogiato il level design, ma ha criticato il sistema di matchmaking del gioco, le animazioni, i bug e i glitch.